# Кумбре-Вьеха
Кумбре-Вьеха (исп. Cumbre Vieja) — активная вулканическая гряда на острове Пальма, Канарские острова, Испания.
Этот хребет тянется с севера на юг, охватывая южную треть острова и на территории которого расположен ряд вулканических кратеров.

## Вулканическая активность
Пальма — вулканический остров, второй среди Канарских островов по вулканической активности. Извержения в Кумбре-Вьеха были зафиксированы в 1470, 1585, 1646, 1677, 1712, 1949, 1971 и 2021 годах.
В 1646 году извержение уничтожило целебные источники (по легендам, лечащие от проказы). В 1712 году произошло мощное землетрясение, затопившее лавой большую часть юго-западной стороны острова.

### Извержение 1949 года
В 1949 году три вулканических кратера — Дураснеро, Сан-Хуан и Хойо-Негро — стали проявлять активность и извергать лаву. Два землетрясения сопровождали извержение, с эпицентром возле Хедея. В результате образовался разлом в длину около 2 километров и часть западной половины Кумбре-Вьеха переместилась на 1 метр в сторону и 2 метра вниз в направлении к Атлантическому океану. В 2008 году были видны следы разлома, сохранившего и свои размеры 1949 года. В результате извержения на высоте 1902 метра образовался кратер Дель-Дураснеро.

### Извержение 1971 года
В 1971 году извергался вулкан Тенегия, главный образом извержение относится к стромболианскому типу. Лава также выбрасывалась. Никакой сейсмической активности, подобной событиям 1949 года, не проявилось.

### Извержение 2021 года
19 сентября 2021 года началось извержение, которое привело к эвакуации населённых пунктов Эль-Пасо и Лос-Льянос-де-Аридане. 13 декабря 2021 года активное извержение закончилось.